# Боровець (Люблінське воєводство)
Боровець (пол. Borowiec) — село в Польщі, у гміні Лукова Білґорайського повіту Люблінського воєводства. Населення — 43 особи (2011).

## Історія
За даними етнографічної експедиції 1869—1870 років під керівництвом Павла Чубинського, у селі переважно проживали українськомовні греко-католики, меншою мірою — польськомовні римо-католики православні українці.
У 1921 році село входило до складу гміни Лукова Білґорайського повіту Люблінського воєводства Польської Республіки.
У 1975—1998 роках село належало до Замойського воєводства.

## Демографія
За даними перепису населення Польщі 1921 року в селі Боровець налічувалося 107 будинків та 555 мешканців, з них:
- 273 чоловіки та 282 жінки;
- 310 православних, 218 римо-католиків, 27 юдеїв;
- 304 українці, 224 поляки, 27 євреїв.

Водночас за даними перепису населення Польщі 1921 року в селі Боровець-Блоне налічувалося 26 будинків та 145 мешканців, з них:
- 69 чоловіків та 76 жінок;
- 117 православних, 28 римо-католиків;
- 117 українців, 28 поляків.

Водночас за даними перепису населення Польщі 1921 року в селі Боровець-Козакі налічувалося 18 будинків та 107 мешканців, з них:
- 48 чоловіків та 59 жінок;
- 85 православних, 10 римо-католиків, 10 юдеїв, 2 християни інших конфесій;
- 88 українців, 9 поляків, 10 євреїв.

Демографічна структура станом на 31 березня 2011 року:
|          | Загалом | Допрацездатний вік | Працездатний вік | Постпрацездатний вік |
| -------- | ------- | ------------------ | ---------------- | -------------------- |
| Чоловіки | 23      | 8                  | 11               | 4                    |
| Жінки    | 20      | 5                  | 10               | 5                    |
| Разом    | 43      | 13                 | 21               | 9                    |